# Woophy
Woophy (pour WOrld Of PHotographY, littéralement « monde de la photographie ») était un site Web d'origine néerlandaise créé en 2005, qui permettait aux internautes de télécharger leurs photos en indiquant le lieu où elles ont été prises, permettant ainsi de les visualiser à partir d'une carte du monde.
Le site annonçait couvrir 35 970 villes dans le monde, avoir 596 103 photos et 31 167 membres enregistrés (à la date du 15 avril 2009).
Woophy avait un accord financier temporaire avec Eurobookings qui lui permettait de survivre grâce à des publicités. Cependant, en 2012, la majorité des actions de Woophy a été acquise par Hot Shot médias, elle-même propriété de Mooter Media Ltd, une société publique australienne. Loin de l'esprit initial de Woophy, ces nouveaux propriétaires avaient l'intention de transformer Woophy en une sorte de site de jeu social. Le noyau était un jeu appelé "Shutterbug Millionaire", où les gens auraient été invités à payer pour soumettre leurs propres images. Un jury devait ensuite désigner un gagnant qui aurait obtenu un prix de 1 million de dollars. Toutefois, ce projet n'a pas attiré d'investisseurs, et a donc été abandonné. À partir de ce moment, les principaux actionnaires n'ont pas mis d'argent supplémentaire dans Woophy, et le site est entré dans une longue agonie, jusqu'à sa fermeture le 24 décembre 2013.